# アルミニウム粉末

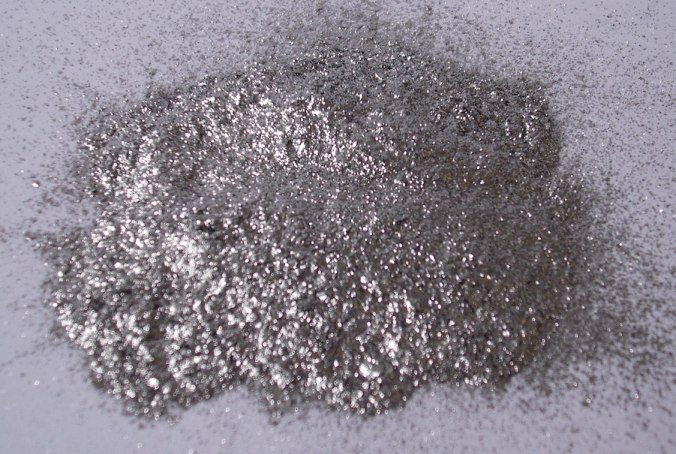
アルミニウム粉末

アルミニウム粉末（アルミニウムふんまつ）とは、アルミニウムの金属粉である。

## 特徴
金属のなかでも燃焼熱が大きく、また粉末であり表面積が大きいためかなり酸化しやすく、可燃物に入る。酸、水、アルコール、酸化剤などに触れると爆発を起こす。 そのため、アルミニウム粉の火災には水をかける事は禁忌とされている。また、この粉末が拡散すると、粉塵爆発をおこすことがあり危険である。日本の消防法では、150 µmの網ふるいを通過する量が50%を超えるアルミニウム粉末を同法第1章第2条第7項の定めるところにより、"金属粉"として第2類危険物に分類し規制の対象としている。
粒の大きなものはたいてい粒状アルミニウム粉（アトマイズドアルミニウム粉）とよび区別する。

## 化学反応
この粉末を水に接触させると、水酸化アルミニウムと水素を発生し、発熱する。
{\displaystyle {\ce {2Al\ + 6H2O -> 2Al(OH)3\ + 3H2}}}
アルミニウム粉末火災時に注水を行った場合、上記の反応が進行し、酸素と混合されることにより酸水素爆鳴気が発生する。これにより、爆発性雰囲気となるため、消火活動には特別の注意を要する。
また、酸化第二鉄とアルミニウム粉末の混合粉末に火をつけると強い白色の光を発して発火し、鉄と酸化アルミニウムが発生する。
{\displaystyle {\ce {Fe2O3\ + 2Al -> 2Fe\ + Al2O3}}}

## 利用
- 耐食性を利用し、銀色の塗料に含まれている。
- 指紋の検出にも使われる。
- 塗料の原料として粒度の細かいものが、店頭・オークションサイト等で販売されている事もある。
- アルミニウム粉末と氷でできたALICE(ALuminum powder and water ICE)と呼ばれる推進剤がNASAと空軍研究所とパデュー大学で開発された。[3]